# Jonvelle
Jonvelle – miejscowość i gmina we Francji, w regionie Burgundia-Franche-Comté, w departamencie Górna Saona.
Według danych na rok 1990 gminę zamieszkiwało 139 osób, a gęstość zaludnienia wynosiła 11 osób/km² (wśród 1786 gmin Franche-Comté Jonvelle plasuje się na 604. miejscu pod względem liczby ludności, natomiast pod względem powierzchni na miejscu 299.).